# Lal-lo
Lal-lo là đô thị hạng 2 ở tỉnh Cagayan, Philippines. Theo điều tra dân số năm 2000, đô thị này có dân số 36.529 người trong 7.443 hộ.
Trong thời kỳ thuộc địa Tân Ban Nha, Lal-lo được gọi là thành phố Nueva Segovia và là nơi đóng trụ sở của giáo phận Nueva Segovia trước khi được chuyển sang Vigan, Ilocos Sur. 

## Các khu phố (barangay)
Lal-lo được chia thành 35 khu phố (barangay).
| - Abagao - Alaguia - Bagumbayan - Bangag - Bical - Bicud - Binag - Cabayabasan (Capacuan) - Cagoran - Cambong - Catayauan - Catugan | - Centro (Pob.) - Cullit - Dagupan - Dalaya - Fabrica - Fusina - Jurisdiction - Lalafugan - Logac - Magallungon (Sta. Teresa) - Magapit - Malanao | - Maxingal - Naguilian - Paranum - Rosario - San Antonio (Lafu) - San Jose - San Juan - San Lorenzo - San Mariano - Santa Maria - Tucalana |